# Joey and His Trombone
Joey and His Trombone è un cortometraggio muto del 1915 diretto da James W. Castle.

## Produzione
Il film fu prodotto dalla Edison Company.

## Distribuzione
Distribuito dalla General Film Company, il film - un cortometraggio in una bobina - uscì nelle sale cinematografiche degli Stati Uniti il 25 gennaio 1915.